# 鍾利俗
钟利俗（?—?），隋末岷山羌人。
617年四月初三，薛举和他的儿子薛仁果胁迫金城县令郝瑗发兵反隋，自称西秦霸王，改年号秦兴。他封薛仁果为齐公，幼子薛仁越为晋公。宗羅睺率部众归附，被封为义兴公。岷山羌人酋长钟利俗率领二万部众归附，薛举的兵势大振，改封薛仁果为齐王，领东道行军元帅；薛仁越为晋王，兼河州刺史；宗罗睺为兴王，为薛仁果的副将。薛举攻取了西平郡、浇河郡。不久，薛举占有全部陇西，他拥有十三万部众。